# 艾希斯特鲁特
艾希斯特鲁特（德語：Eichstruth）是德国图林根州的市镇，隶属于艾希斯费尔德县。总面积为1.34平方千米，截至2023年12月31日总人口为84人。